# Danh sách vua Arakan
Dưới đây là danh sách vua của Arakan. Năm trước thời kỳ Mrauk U (1430–1784) không thể kiểm chứng.

## Thần thoại

### Triều Danyawaddy I (2666–825 TCN)
| Vua                 | Trị vì    | Quan hệ     | Chú thích                                                |
| ------------------- | --------- | ----------- | -------------------------------------------------------- |
| Mara Yo             | 2666–2604 |             |                                                          |
| Mara Zi I           | 2604–2572 | Con trai    |                                                          |
| Mara Onlin          | 2572–2519 | Con trai    |                                                          |
| Mara Rwaylin        | 2519–2471 | Con trai    |                                                          |
| Mara Bin            | 2471–2416 | Con trai    |                                                          |
| Mara Zi II          | 2416–2383 | Con trai    |                                                          |
| Mara Kin            | 2383–2351 | Con trai    |                                                          |
| Nga Sha Po          | 2351–2330 |             | Người tiếm quyền                                         |
| Dwara Sanda         | 2330–2290 |             | Con trai của Mara Kin                                    |
| Thola Sanda         | 2290–2257 | Con trai    |                                                          |
| Sanda Thuriya Sanda | 2257–2220 | Con trai    |                                                          |
| Kala Sanda          | 2220–2180 | Con trai    |                                                          |
| Ti Sanda            | 2180–2149 | Con trai    |                                                          |
| Madhutha Sanda      | 2149–2129 | Con trai    |                                                          |
| Zeya Sanda          | 2129–2089 | Cháu trai   |                                                          |
| Mokkha Sanda        | 2089–2063 | Con trai    |                                                          |
| Gunna Sanda         | 2063–2051 | Con trai    |                                                          |
| Ba quý tộc          | 2051–2050 |             | Tiếm quyền; trị vì liên tiếp 7 ngày, 3 tháng, và 8 tháng |
| Kan Raza I          | 2050–2009 |             | Tử tôn của Gunna Sanda                                   |
| Kan Raza II         | 2009–1973 | Anh/em trai |                                                          |
| Athurinda Thuriya   | 1973–1938 | Bác/chú     |                                                          |
| Tharameta           | 1938–1880 | Con trai    |                                                          |
| Thuriya             | 1880–1849 | Con trai    |                                                          |
| Min Thi             | 1849–1827 | Anh/em trai |                                                          |
| Min Ba              | 1827–1805 | Con trai    |                                                          |
| Si Aung             | 1805–1777 | Con trai    |                                                          |
| Tataingthin         | 1777–1746 | Anh/em trai |                                                          |
| Kyaw-Khaung Win     | 1746–1715 | Con trai    |                                                          |
| Thuriya Nandameit   | 1715–1694 | Con trai    |                                                          |
| Athu Yindabaya      | 1694–1663 | Con trai    |                                                          |
| Letya Sithugyi      | 1663–1631 | Con trai    |                                                          |
| Thihaka             | 1631–1588 | Con trai    |                                                          |
| Min Bun Than        | 1588–1557 | Con trai    |                                                          |
| Thayet Hmwe         | 1557–1508 | Con trai    |                                                          |
| Zeya Nandathu       | 1508–1457 | Con trai    |                                                          |
| Tekkathu            | 1457–1411 | Con trai    |                                                          |
| Lekkhana            | 1411–1374 | Con trai    |                                                          |
| Gunnarit            | 1374–1326 | Con trai    |                                                          |
| Thiwarit            | 1326–1285 | Con trai    |                                                          |
| Min Hla Hmwe        | 1285–1254 | Con trai    |                                                          |
| Marinda             | 1254–1192 | Con trai    |                                                          |
| Theiddat Kumara     | 1192–1170 | Con trai    |                                                          |
| Min Hla I           | 1170–1123 | Con trai    |                                                          |
| Min Hla II          | 1123–1099 | Anh/em trai |                                                          |
| Nga Sarit           | 1099–1061 | Con trai    |                                                          |
| Myet-hna Wun        | 1061–1030 | Con trai    |                                                          |
| Let Thut Kyi        | 1030–1003 | Con trai    |                                                          |
| Thiri Kamma Thunda  | 1003–972  | Anh/em trai |                                                          |
| Nanda Kotabaya      | 972–945   | Con trai    |                                                          |
| Min Nan Phyu        | 945–925   | Con trai    |                                                          |
| Min Manu            | 925–897   | Con trai    |                                                          |
| Minkhaung           | 897–878   | Con trai    |                                                          |
| Laukkhaung Raza     | 878–838   | Con trai    |                                                          |
| Min Nge Pyaw-Hla-Si | 838–832   | Con trai    |                                                          |
| Ba quý tộc          | 832–825   |             | Tiếm quyền                                               |

### Triều Danyawaddy II (825 TCN–146 CN)
| Vua              | Trị vì       | Quan hệ     | Chú thích |
| ---------------- | ------------ | ----------- | --------- |
| Kan Raza III     | 825–788      |             |           |
| Thila Raza       | 788–740      | Con trai    |           |
| Wasa Thura       | 740–709      | Con trai    |           |
| Nandawi Thura    | 709–669      | Con trai    |           |
| Puna Thuriya     | 669–637      | Con trai    |           |
| Thuranda         | 637–614      | Con trai    |           |
| Sandima          | 614–577      | Con trai    |           |
| Thiri Sanda      | 577–537      | Con trai    |           |
| Thiha Ran        | 537–491      | Anh/em trai |           |
| Thiha Nu         | 491–471      | Con trai    |           |
| Payaka           | 471–440      | Con trai    |           |
| Nela Gun         | 440–399      | Con trai    |           |
| Rohaha Gun       | 399–368      | Con trai    |           |
| Thiri Gun        | 368–344      | Con trai    |           |
| Thamaza          | 344–309      | Cháu trai   |           |
| Kummara          | 309–289      | Con trai    |           |
| Thet Htin Phyu   | 289–249      | Con trai    |           |
| Tha Bin U        | 249–207      | Con trai    |           |
| Teza Wun         | 207–171      | Anh/em trai |           |
| Munzayaba        | 171–137      | Con trai    |           |
| Kummara Withuddi | 137–50       | Bác/chú     |           |
| Wathu Mun Dala   | 50–16        | Con trai    |           |
| Thurinda         | 16 BCE–15 CE | Con trai    |           |
| Ralamayu         | 15–37        | Anh/em trai |           |
| Nalamayu         | 37–68        | Con trai    |           |
| Wada Gun         | 68–90        | Con trai    |           |
| Withu Raza       | 90–111       | Con trai    |           |
| Thiri Raza       | 111–146      | Con trai    |           |

### Triều Danyawaddy III (146–788)
| Vua             | Trị vì  | Quan hệ     | Chú thích |
| --------------- | ------- | ----------- | --------- |
| Sanda Thuriya   | 146–198 |             |           |
| Thuriya Dipati  | 198–245 | Con trai    |           |
| Thuriya Patipat | 245–298 | Con trai    |           |
| Thuriya Rupa    | 298–313 | Con trai    |           |
| Thuriya Mandala | 313–375 | Con trai    |           |
| Thuriya Wunna   | 375–418 | Con trai    |           |
| Thuriya Natha   | 418–459 | Con trai    |           |
| Thuriya Wuntha  | 459–468 | Con trai    |           |
| Thuriya Banda   | 468–474 | Con trai    |           |
| Thuriya Kalyana | 474–492 | Con trai    |           |
| Thuriya Mokkha  | 492–513 | Con trai    |           |
| Thuriya Teza    | 513–544 | Con trai    |           |
| Thuriya Ponnya  | 544–552 | Con trai    |           |
| Thuriya Kala    | 552–575 | Con trai    |           |
| Thuriya Pabba   | 575–600 | Con trai    |           |
| Thuriya Sitya   | 600–618 | Con trai    |           |
| Thuriya Thehta  | 618–640 | Con trai    |           |
| Thuriya Wimala  | 640–648 | Con trai    |           |
| Thuriya Renu    | 648–670 | Anh/em trai |           |
| Thuriya Gantha  | 670–686 | Con trai    |           |
| Thuriya Thagya  | 686–694 | Bác/chú     |           |
| Thuriya Thiri   | 694–714 | Con trai    |           |
| Thuriya Kethi   | 714–723 | Con trai    |           |
| Thuriya Kutta   | 723–746 | Con trai    |           |
| Thuriya Ketu    | 746–788 | Con trai    |           |

## Wethali (788–1018)
| Vua                 | Trị vì   | Quan hệ   | Chú thích                      |
| ------------------- | -------- | --------- | ------------------------------ |
| Maha Taing Sanda    | 788–810  |           |                                |
| Thuriya Taing Sanda | 810–830  | Con trai  |                                |
| Mawla Taing Sanda   | 830–849  | Con trai  |                                |
| Pawla Taing Sanda   | 849–875  | Con trai  |                                |
| Kala Taing Sanda    | 875–884  | Con trai  |                                |
| Tula Taing Sanda    | 884–903  | Con trai  |                                |
| Thiri Taing Sanda   | 903–935  | Con trai  |                                |
| Thinkha Taing Sanda | 935–951  | Con trai  |                                |
| Chula Taing Sanda   | 951–957  | Con trai  |                                |
| Amyahtu             | 957–964  |           | Tù trưởng của người Myu        |
| Ye Phyu             | 964–994  | Cháu trai |                                |
| Nga Pin Nga Ton     | 994–1018 |           | Con trai của Chula Taing Sanda |

## Lemro (1018–1430)

### Pyinsa (1018–1103)
| Vua          | Trị vì    | Quan hệ                  | Chú thích                         |
| ------------ | --------- | ------------------------ | --------------------------------- |
| Khittathin   | 1018–1028 |                          | grandnephew của Chula Taing Sanda |
| Sandathin    | 1028–1039 | Anh/em trai              |                                   |
| Min Yin Phyu | 1039–1049 | Con trai                 |                                   |
| Naga Thuriya | 1049–1052 | Con trai                 |                                   |
| Thuriya Raza | 1052–1054 |                          |                                   |
| Ponnaka      | 1054–1058 |                          |                                   |
| Min Phyugyi  | 1058–1060 |                          |                                   |
| Sithabin     | 1060–1061 |                          | Tiếm quyền                        |
| Min Nangyi   | 1061–1066 | Con trai của Min Phyugyi |                                   |
| Min Lade     | 1066–1072 |                          |                                   |
| Min Kala     | 1072–1075 |                          |                                   |
| Min Bilu     | 1075–1078 |                          |                                   |
| Thinkhaya    | 1078–1092 |                          | Tiếm quyền                        |
| Min Than     | 1092–1100 | 侄孙                     |                                   |
| Min Pati     | 1100–1103 | Chất tôn                 |                                   |

### Parin (1103–1167)
| Vua           | Trị vì    | Quan hệ             | Chú thích                                     |
| ------------- | --------- | ------------------- | --------------------------------------------- |
| Letya Min Nan | 1103–1109 | Tôn tử của Min Bilu | Pagan bổ nhiệm; lên ngôi 1118 theo lịch Pagan |
| Thihaba       | 1109–1110 | Con trai            |                                               |
| Razagyi       | 1110–1112 |                     |                                               |
| Thagiwin I    | 1112–1115 |                     |                                               |
| Thagiwin II   | 1115–1133 |                     |                                               |
| Kawliya       | 1133–1153 |                     |                                               |
| Datharaza     | 1153–1165 |                     |                                               |
| Ananthiri     | 1165–1167 |                     |                                               |

### Khrit (1167–1180)
| Vua        | Trị vì    | Quan hệ     | Chú thích  |
| ---------- | --------- | ----------- | ---------- |
| Minonsa    | 1167–1174 | Anh/em trai |            |
| Pyinsakawa | 1174–1176 | Con trai    |            |
| Keinnayok  | 1176–1179 | Con trai    |            |
| Salinkabo  | 1179–1180 |             | Tiếm quyền |

### Triều Pyinsa II (1180–1237)
| Vua          | Trị vì    | Quan hệ  | Chú thích               |
| ------------ | --------- | -------- | ----------------------- |
| Misuthin     | 1180–1191 |          | Con trai của Pyinsakawa |
| Ngaranman    | 1191–1193 | Con trai |                         |
| Ngapogan     | 1193–1195 | Con trai |                         |
| Ngarakhaing  | 1195–1198 |          |                         |
| Ngakyon      | 1198–1201 |          |                         |
| Ngasu        | 1201–1205 |          |                         |
| Swe Thin     | 1205–1206 |          |                         |
| Minkhaung I  | 1206–1207 |          |                         |
| Minkhaung II | 1207–1208 |          |                         |
| Kabalaung I  | 1208–1209 |          |                         |
| Kabalaung II | 1209–1210 |          |                         |
| Letya I      | 1210–1218 |          |                         |
| Letya II     | 1218–1229 |          |                         |
| Thanabin     | 1229–1232 |          |                         |
| Nganathin    | 1232–1234 |          |                         |
| Nganalon     | 1234–1237 |          |                         |

### Launggyet (1237–1406)
| Vua               | Trị vì    | Quan hệ               | Chú thích               |
| ----------------- | --------- | --------------------- | ----------------------- |
| Alawmaphyu        | 1237–1243 | Con trai              |                         |
| Razathu I         | 1243–1246 | Con trai              |                         |
| Sawlu             | 1246–1251 | Con trai              |                         |
| Uzana I           | 1251–1260 | Con trai              |                         |
| Saw Mun I         | 1260–1268 | Con trai              |                         |
| Nankyagyi         | 1268–1272 | Con trai              |                         |
| Min Bilu          | 1272–1276 | Con trai              |                         |
| Sithabin I        | 1276–1279 |                       | Tiếm quyền              |
| Min Hti           | 1279–?    | Con trai của Min Bilu |                         |
| Không có ghi chép |           |                       |                         |
| Saw Mun II        | 1374–1381 |                       | Ava's nominee           |
| Swasawke's son    | 1381–1385 | Cháu trai             |                         |
| Uzana II          | 1385–1387 |                       | có dòng máu hoàng gia   |
| Thiwarit          | 1387–1390 | Anh/em trai           |                         |
| Thinhse           | 1390–1394 | Anh/em trai           |                         |
| Razathu II        | 1394–1395 | Con trai              |                         |
| Sithabin II       | 1395–1397 |                       | Tiếm quyền              |
| Myinhseingyi      | 1397      |                       | Tiếm quyền              |
| Razathu II        | 1397–1401 |                       | phục vị                 |
| Theinkhathu       | 1401–1404 | Anh/em trai           |                         |
| Min Saw Mun       | 1404–1406 | Cháu trai             | Con trai của Razathu II |

### Interregnum (1406–1430)
| Vua                    | Trị vì     | Quan hệ | Chú thích                                         |
| ---------------------- | ---------- | ------- | ------------------------------------------------- |
| Anawrahta              | 1406–1407  |         | Ava phong                                         |
| Hanthawaddy Pegu phong | 1407–1412  |         |                                                   |
| Ava phong              | 1412–1413  |         |                                                   |
| Pegu phong             | 1413–1430? |         | Chư hầu của Pegu cho đến khi Razadarit mất (1422) |

## Vương quốc Mrauk U(1430–1785)
| Vua                 | Trị vì    | Quan hệ                              | Chú thích                   |
| ------------------- | --------- | ------------------------------------ | --------------------------- |
| Min Saw Mun         | 1430–1434 | Con trai của Razathu II              | Dời đô đến Mrauk U năm 1433 |
| Min Khari           | 1434–1459 | Anh/em trai                          |                             |
| Ba Saw Phyu         | 1459–1482 | Con trai                             |                             |
| Dawlya              | 1482–1492 | Con trai                             |                             |
| Ba Saw Nyo          | 1492–1494 | Bác/chú, Con trai của Min Khari      |                             |
| Ran Aung            | 1494      | Cháu trai, Con trai của Dawlya       |                             |
| Salin Gathu         | 1494–1501 | Bác/cậu                              |                             |
| Min Raza            | 1501–1523 | Con trai                             |                             |
| Gazapati            | 1523–1525 | Con trai                             |                             |
| Min Saw O           | 1525      | Thúc tổ, anh/em trai của Salin Gathu |                             |
| Thatasa             | 1525–1531 | Con trai của Dawlya                  |                             |
| Min Bin             | 1531–1553 | Con trai của Min Raza                |                             |
| Dikha               | 1553–1555 | Con trai                             |                             |
| Saw Hla             | 1555–1564 | Con trai                             |                             |
| Min Setya           | 1564–1571 | Anh/em trai                          |                             |
| Min Palaung         | 1571–1593 | Con trai của Min Bin                 |                             |
| Min Razagyi         | 1593–1612 | Con trai                             |                             |
| Min Khamaung        | 1612–1622 | Con trai                             |                             |
| Thiri Thudhamma     | 1622–1638 | Con trai                             |                             |
| Min Sani            | 1638      | Con trai                             | Trị vì 28 ngày              |
| Narapati            | 1638–1645 | Tằng tôn của Thasata                 |                             |
| Thado               | 1645–1652 | Cháu trai                            |                             |
| Sanda Thudhamma     | 1652–1684 | Con trai                             |                             |
| Thiri Thuriya       | 1684–1685 | Con trai                             |                             |
| Wara Dhammaraza     | 1685–1692 | Anh/em trai                          |                             |
| Muni Thuddhammaraza | 1692–1694 | Anh/em trai                          |                             |
| Sanda Thuriya I     | 1694–1696 | Anh/em trai                          |                             |
| Nawrahta Zaw        | 1696      | Con trai                             | Trị vì 15 ngày              |
| Mayokpiya           | 1696–1697 | Tiếm quyền                           |                             |
| Kalamandat          | 1697–1698 | Tiếm quyền                           |                             |
| Naradipati I        | 1698–1700 | Con trai của Sanda Thuriya           |                             |
| Sanda Wimala I      | 1700–1706 | Tử tôn của Thado                     |                             |
| Sanda Thuriya II    | 1706–1710 | Tử tôn của Sanda Thudhamma           |                             |
| Sanda Wizaya        | 1710–1731 | Tiếm quyền                           |                             |
| Sanda Thuriya III   | 1731–1734 | Con rể                               |                             |
| Naradipati II       | 1734–1735 | Con trai                             |                             |
| Narapawara          | 1735–1737 | Tiếm quyền                           |                             |
| Sanda Wizaya        | 1737      | Anh/em họ                            | Trị vì 8 tháng              |
| Madarit             | 1737–1742 | Anh/em trai                          |                             |
| Nara Apaya          | 1742–1761 | Bác/chú                              |                             |
| Thirithu            | 1761      | Con trai                             | Trị vì 3 tháng              |
| Sanda Parama        | 1761–1764 | Anh/em trai                          |                             |
| Apaya               | 1764–1773 | Anh/em rể                            |                             |
| Sanda Thumana       | 1773–1777 | Anh/em rể                            |                             |
| Sanda Wimala II     | 1777      | Tiếm quyền                           | Trị vì 40 ngày              |
| Sanda Thaditha      | 1777–1782 |                                      | Lãnh chúa Ramree            |
| Thamada             | 1782–1785 |                                      |                             |